# Brigitte Nielsen
Brigitte Nielsen (n. 15 iulie 1963, Rødovre, amtul Copenhaga⁠(d), Danemarca) este un fotomodel, cântăreață, actriță și o moderatoare de televiziune daneză.